# Geordi La Forge
Geordi La Forge egy állandó szereplője a Star Trek: Az új nemzedék című tudományos-fantasztikus televíziós sorozatnak, akinek a szerepét LeVar Burton játssza el. A sorozat első évadját leszámítva a többi epizódban és filmben, a USS Enterprise-D főgépésze. A szereplő egy Star Trek-rajongóról lett elnevezve, aki 1975-ben halt meg izomsorvadásban.

## Pályafutása
Vakon születve La Forge egy VISOR elnevezésű, félhold alakú eszköz segítségével képes látni. Ez közvetlen kapcsolatot teremt az agyával, és képessé teszi, hogy a látható spektrumán kívülre eső elektromágneses sugarakat is érzékelni tudja. Habár az agya közt létrejövő kapcsolat krónikus fájdalommal jár, La Forge visszautasítja az alternatív gyógymódokat, mivel az veszélyeztetné az amúgy is törékeny látását. A Star Trek: Kapcsolatfelvétel című filmben 
mesterséges szemgolyókat kap, melyek hasonló képességekkel bírnak.
La Forge 2335. február 16-án született az Afrikai Konföderációban, Silva La Forge és Edward M. La Forge gyermekeként. A Zefram Cochrane Középiskolába járt, majd 2353-ban belépett a Csillagflotta Akadémiába, amit 2357-ben fejezett be.
2357-ben zászlósként szolgált a USS Victoryn Zimbata kapitány parancsnoksága alatt, majd 2361-64 között a USS Hoodon, ahol alhadnagyi rangot kap.
Ezek után La Forge csatlakozik Jean-Luc Picard csapatához. 2364-ben kormányos, majd ugyanebben az évben William T. Rikernak köszönhetően (Q trükkje) visszanyeri természetes látását, amit viszont visszautasít. (TNG: "Hide and Q").
2365-ben előléptetik hadnaggyá, és kormányosból a USS Enterprise-D főgépésze lesz (TNG: "The Child"). 2366-ban megkapja a parancsnokhelyettes rangot (TNG: "Evolution"). 
Az Enterprise-Dn töltött idők során Geordi VISOR-ja kétszer hozott bajt a legénységre. A ("The Mind's Eye") című részben elrabolják a romulánok, akik módosítják a VISORját, így juttatva utasításokat az agyának. A Star Trek: Nemzedékek című filmben Tolian Soran hajt rajta 
végre változtatásokat, így az kameraként szolgálva információkat küld a Duras nővéreknek, mely révén képesek a torpedóikkal áthatolni az Enterprise pajzsán. A Star Trek: Nemzedékek és a Star Trek: Kapcsolatfelvétel közötti időben mesterséges szemgolyót kap.
2372-ben átvezénylik a Sovereign osztályú USS Enterprise-E-re. Amikor a csillaghajó visszautazik a 21. századba. Geordi dr. Zefram Cochrane oldalán dolgozik, hogy felkészítsék a Phoenixet az útjára, melynek köszönhetően létrejön a vulcaniaiakkal a kapcsolatfelvétel (Star Trek: Kapcsolatfelvétel). A Ba’ku-incidens során a bolygón töltött idő alatt fájdalmat érez a szemében. Dr. Beverly Crusher eltávolítja az implantátumokat, és felfedezi, hogy Geordi látóidege regenerálódott, így visszanyerte a látását. Ezt a Ba’kuból származó gyógyító sugárzásnak köszönhette, azonban ez elmúlik, amint elhagyja a felszínt (Star Trek: Űrlázadás). A Star Trek – Nemezis-ben már ismét viseli az implantátumokat.

## Alternatív idősíkok
A Star Trek: Az új nemzedék záró epizódjában (All Good Things), La 
Forge 2395-ben feleségül vette Leah Brahmsot, akitől három gyermeke 
született (Brett, Alandra és Sydney). Végleg otthagyta a 
Csillagflottát, és regényeket kezdett írni. Ennek ellenére lehetséges, 
hogy ez sosem fog megtörténni, köszönhetően az idősík divergenciájának 
a záró részben.
Az alternatív jövőben (2390), amit a Star Trek: Voyager "Timeless" című részében láthattunk, Geordi a USS Challenger parancsnoka, aki azon fáradozik, hogy Harry Kimet és Chakotayt megakadályozza a múlt megváltoztatásában.

## Magánélet
A fiatalkori traumája, melyben egyedül volt egy égő házban, gyerekként nagyon megviselte, és habár kimentették, mély nyomokat hagyott benne.
Legjobb barátja Data volt, de jó barátok voltak Miles O’Briennel és Susanna Leitjennel is. Dataval gyakran töltötték a szabadidejüket a holofedélzeten, Sherlock Holmes történeteket játszva, ahol Data alakította a híres detektívet, míg La Forge volt Dr. John H. Watson.
Kedvelte a tisztek heti póker játszmáit, ahol is néha látta az ellenfelek lapjait, köszönhetően a VISORnak. De persze sosem csalt.

## Érdekesség
Geordi a leggyorsabban előléptetett Star Trek-karakter. Az első évadban alhadnagy, a második évadban hadnagy, a harmadiktól parancsnok-helyettes (a sorozat további részében és a mozifilmekben is), az alternatív jövőben pedig kapitány.